# Melanophthalma unidentata
Melanophthalma unidentata es una especie de coleóptero de la familia Latridiidae.

## Distribución geográfica
Habita en Brasil.